# روبرت دبليو. إيفرت
روبرت دبليو. إيفرت (بالإنجليزية: Robert W. Everett)‏ هو سياسي أمريكي، ولد في 3 مارس 1839، وتوفي في 27 فبراير 1915. حزبياً، نشط في الحزب الديمقراطي. وقد انتخب عضو مجلس نواب جورجيا وانتخب عضو مجلس النواب الأمريكي.